# 7221 Sallaba
7221 Sallaba eller 1981 SJ är en asteroid i huvudbältet som upptäcktes den 22 september 1981 av den tjeckiske astronomen Zdeňka Vávrová vid Kleť-observatoriet. Den är uppkallad efter Jan Sallaba.
Asteroiden har en diameter på ungefär 3 kilometer och den tillhör asteroidgruppen Nysa.